# Надмірна урбанізація
Надмірна урбанізація або надурбанізація — це поняття, яке розробили вчені з демографії, географії, екології, економіки, політології та соціології під впливом міжнародних неурядових організацій.  Цей термін є порівняльним і використовувався для розрізнення процесу урбанізації розвинутих країн і країн, що розвиваються.  Було запропоновано кілька факторів порівняння, але найпоширенішими є фактори зростання населення міста через міграцію з сільської місцевості.    

## Визначення поняття
Концепція надмірної урбанізації вперше виникла в середині 20 століття для опису міст, темпи індустріалізації яких зростали повільніше, ніж темпи урбанізації.    За словами соціолога Йозефа Гуглера, ця концепція була «широко прийнята в 1950-х і в 1960-х роках, і була розділена на два підходи: діахронічний та синхронічний.   Синхронний підхід - є основний з них, був запропонований соціологами Кінгслі Девісом і Хільдою Голден, які визначили рівень надмірної урбанізації країни, виходячи з того, який її взаємозв’язок між індустріалізацією та урбанізацією порівняно з іншими країнами в той же період часу.   Зокрема, країни, які вважаються частиною третього світу, порівнювали з країнами, які вважалися частиною першого світу.  Девіс і Голден використовували дані про «відсоток економічно активних осіб, які не займаються сільським господарством, до населення міст  з чисельністю понад 100 000 осіб у різноманітних країнах світу. Це робилось, щоб визначити нормальний зв’язок між індустріалізацією. та урбанізацією.   Потім вони визначали, що країни, темпи урбанізації яких значно вищі за норму щодо індустріалізації, є «надмірно урбанізованими».   Автори розраховували «очікуваний» рівень урбанізації на основі темпів урбанізації інших країн світу на подібних рівнях індустріалізації.  Зокрема, деякі країни, які Девіс і Голден оцінювали, показали рівень урбанізації вище, ніж очікувалося, Наприклад, Єгипет, Греція та Південна Корея.    Девіс і Голден не розглядали надмірну урбанізацію як обов’язково негативне явище, а радше статистичну реальність, яка може мати свої проблеми, але в кінцевому підсумку буде самокоригуватися, оскільки був знайдений баланс між рівнями урбанізації та індустріалізації. 
Вчений-економіст Н. В. Совані першим відкинув аргументи Девіса та Голдена відносно зв'язку між урбанізацією та індустріалізацією. Совані стверджував, що такий зв'язок більш значущим є у слаборозвинених країнах, ніж у розвинених.  
У дослідженні Організації Об’єднаних Націй та ЮНЕСКО в 1956 році використовувався діахронічний підхід до вимірювання надмірної урбанізації. У звіті ЮНЕСКО за 1956 рік було зазначено, що розвинені країни мали більшу частку робочої сили, зайнятої несільськогосподарськими професіями, ніж слаборозвинені країни.  Автори цього підходу надурбанізації наводять приклади Франції, США, Німеччини та Канади як розвинених і часто згадують континенти Азії та Африки, регіон Латинської Америки як слаборозвинені.     Цей історичний підхід був застосований до Азії у доповіді, де стверджувалося, що, оскільки менший відсоток робочої сили розвинутих країн був зайнятий несільськогосподарською діяльністю, то Азія на подібних рівнях урбанізації була надмірно урбанізована.    Однак цей метод зазнав критики вчених, які стверджують, що він підтримує етноцентричну ідею про те, що всі країни йдуть одним шляхом розвитку. Крім того, економіст Н. В. Совані у 60-ті роки ХХ століття стверджував, що наведені докази не підходять до всіх розвинених країн, вказуючи на приклади деяких країн, таких як Швейцарія, де високий рівень індустріалізації не відповідає високому рівню урбанізації.   Соціологи Джон Д. Касарда та Едвард Креншоу вказували на те, що головними є не стільки темпи урбанізації країн, що розвиваються, скільки абсолютна кількість людей, які мігрують до міста. 
Науковці посилаються на Н. В. Совані як на дослідника, який поставив під сумнів визначення надмірної урбанізації 1950-х років. Його розвінчання раніше прийнятих визначень надмірної урбанізації спонукало до подальшого наукового аналізу та спроб переоцінити це  поняття.   Н. В. Совані припустив, що заяви про надмірну урбанізацію в слаборозвинених країнах випливають із уявлення про те, що швидка урбанізація має негативні наслідки.  Однак він стверджував, що бракує доказів ідеї про те, що швидка урбанізація насправді погіршує становище урбанізаційних районів.  Економіст Девід Р. Камершен виявив, що існує мало статистичних доказів того, що «швидка урбанізація в слаборозвинених країнах гальмує економічне зростання», припускаючи, що феномен надмірної урбанізації викликає сумніви. 
Після роботи Н. В. Совані кілька вчених запропонували альтернативні визначення поняття надурбанізації, багато з яких включали не тільки взаємозв’язок між зростанням населення та його засобами зайнятості, а й спроможністю міста надавати державні послуги, відображаючи, що економічний розвиток міста значною мірою відставав від зростання чисельності населення.      У другій половині ХХ століття вчені почали доповнювати поняття та аналізувати негативний вплив надмірної урбанізації.      Так архітектор Джон Дайкман у 1966 році припустив, що нездатність задовольнити очікування мігрантів у місті робить надурбанізацію загрозою для соціального порядку.  Економісти Філіп Грейвс та Роберт Секстон наприкінці 70-х ХХ століття стверджували, що визначення надмірної урбанізації має включати "наявність негативних зовнішніх ефектів для міста, який досліджується», припускаючи, що поки «позитивні зовнішні соціальні вигоди» від швидкої урбанізації домінують над негативними зовнішніми ефектами, надмірної урбанізації ще не існує.  Дж. Гуглер визначав фактори створення надмірної урбанізації: міграція до міст призвела до «менш ніж оптимального розподілу робочої сили між сільським і міським секторами», та міграція до міст «збільшує витрати на забезпечення населення».  Соціолог Гленн Файербо  стверджував, що якщо надмірна урбанізація спричинена перенаселенням, то перенаселення сільських районів може бути гіршим, ніж перенаселення міських. 
З самого початку  термін "надмірна урбанізація" використовувався для розділу на групи різних типів країн. Девіс і Голден вважали країну слаборозвиненою, якщо більше половини її економічно активного населення працювало в сільському господарстві.  У звіті ЮНЕСКО для характеристики надмірної урбанізації часто об'єднувалися терміни «розвинена» і «західна» стосовно країн світу.  Дж. Гуглер та інші економісти у своїх роботах використовували терміни «третій світ» і «перший світ» при поясненні процесів надурбанізації   

## Причини
Соціолог Джон Шандра виявив п’ять груп, що  є причинами надмірної урбанізації:
1. Сільський поштовх та перспектива міського притягнення;
2. Перспектива модернізації економіки;
3. Перспектива політичної модернізації;
4. Неомальтузіанська перспектива;
5. Перспектива залежності. [5]

Внаслідок аналізу Джон Шандра кількох змінних, пов’язаних із кожною з цих категорій, виявилось, що всі ці аргументи мають вагомі докази, за винятком перспективи економічної модернізації.  Багато вчених вважають, що ці фактори важливі при формуванні надмірної урбанізації.   

### Сільський поштовх та перспектива міського притягнення
Найбільшою причиною надмірної урбанізації, на яку наголошують науковці, є міграція з села в місто та пов’язані з нею «штовхаючи» фактори, зокрема «збільшення населення, зменшення розміру земельних володінь та велика платня за оренду  землі».     Внаслідок змін демографічної ситуації в середині ХХ століття, на селі почалось зниження рівня смертності та збільшення тривалості життя, що призвело до зменшення пропозицій на ринку землі у сільській місцевості.   Через нестачу землі селяни «відштовхуються» та  «тягнуться» до нових територій. У доповіді ЮНЕСКО у 1957 році говориться про те, що фактори «відштовхування» з сільських районів  є сильнішими, ніж фактори «притягнення» до міських територій. Фактори притягнення до міських районів включають розширення економічних можливостей та інфраструктури міст як адміністративних центрів.  Джон Шандра визнає зв'язок між факторами штовхання та притягання, стверджуючи, що сільські умови, зокрема дефіцит навколишнього середовища, спричиняють зменшення доходів, зниження стабільності, і підвищення ризиків для здоров'я, що змушує багатьох реагувати та мігрувати в міські райони.  Наприклад, посуха в Бразилії та вирубка лісів на Філіппінах унеможливили колишній спосіб життя багатьох сільських жителів, змушуючи їх переїхати до найближчого міста.  Оскільки мігрантів мотивують насамперед чинники, які витісняють їх із сільської місцевості, а не такі, як попит на робочу силу, що тягне їх до міста, ці мігранти із сільських та міських районів часто опиняються безробітними або займаються  ремісничим виробництвом, роздрібною торгівлею, побутовими послугами.  Дослідження, проведене соціологом Гленном Файербо, показало, що за період 1950-1970 роки у Латинський Америці та Азії зміна щільність сільського господарства, обмеженість землі та наявність плантаційного сільського господарства мали значний вплив на надмірну міграцію до міст з сільської місцевості.  Пізніше соціолог Брюс Лондон підкреслив, що міська міграція була не єдиною потенційною реакцією на щільність сільського господарства. 
Н. В. Совані у своєї роботі стверджує, що окрім  фактора «штовхання»  в сільській місцевості, ще є економічний фактор міграції до міст через можливість більшого доходу, оскільки заробітна плата за роботу в місті майже завжди була вищою за роботу в сільській місцевості.   Також він звертає увагу на те, що визначення надмірної урбанізації, розроблене вченими в 1950-х і 1960-х роках, передбачає певні норми щільності населення, «за межами яких дійсна соціальна ситуація є ненормальною».  Таке неприпустиме зростання й може свідчити про те, що урбанізація надто швидка для рівня економічного розвитку міста, що й визначається як надмірна урбанізація.  Однак деякі вчені поставили під сумнів дійсність зв’язку між урбанізацією та індустріалізацією.  

### Перспектива економічної модернізації
Перспектива економічної модернізації щодо причин надмірної урбанізації базується на теорії модернізації, яка стверджує, що існує соціальний та цивілізаційний процес спрямованої трансформації суспільства. Пояснення надмірної урбанізації з цієї точки зору дав соціолог Джеффрі Кентор, який писав, що згідно з теорією модернізації урбанізація є результатом розвитку та індустріалізації, що створює робочі місця та інфраструктуру.  Цей аргумент розкритикували ті, хто не згоден з припущенням, що існує лінійний шлях розвитку країн.  

### Перспектива політичної модернізації
Погляд Джон М. Шандра на політичну модернізацію стверджує, що деградація навколишнього середовища спричиняє надмірну урбанізацію, оскільки знищення природних ресурсів у сільській місцевості знижує виробництво та збільшує ризики бідності та здоров’я.  Прихильники перспективи політичної модернізації припускають, що сильне громадянське суспільство підтримує нижчі рівні надмірної урбанізації. Присутність міжнародних неурядових організацій (МНГО) у сільській місцевості, політичні протести та демократичний уряд – усе це може обмежити фактори, що впливають на добробут сільського населення та призводять до дефіциту земельних ресурсів.  МНПО можуть зменшити надмірну урбанізацію, стимулюючи альтернативну зайнятість за межами сільського господарства,  покращуючи сільські умови, наприклад, забезпечуючи чистою водою селян.  Розглядаючи роль політичного протесту, Джон М. Шандра наводить приклад руху Чіпко в Індії, де місцеві жінки протестували проти вирубки лісів. Захист цього природного ресурсу «усунув причини (тобто ризик для доходів та наслідки для здоров’я), які сприяють міграції з сільської місцевості в місто, захищаючи природні ресурси, від якої залежали сільські жителі Індії».  Враховуючи ці міркування, Шандра стверджує, що репресивні режими, які не відповідають на бажання громадськості, швидше за демократичні, прискоряють темпи урбанізації. 

### Неомальтузіанська перспектива
Неомальтузіанська точка зору  припускає, що причиною надурбанізації є зростання населення, що призводить до екологічних проблем, зниження сільськогосподарської активності та зростання бідності в сільській місцевості. Саме це потім штовхає сільських жителів до переїзду до міста.  

### Перспектива залежності
Перспектива залежності щодо причин надмірної урбанізації базується на теорії залежності, яка стверджувала, що економічні та політичні системи роблять менш розвинені країни залежними від розвинених країн, які використовують країни, що розвиваються, як ресурси, робочу силу та ринки.  Прихильники точки зору залежності стверджують, що фактори, що притягують до сільської місцевості та притягують міста, є не тільки результатом зростання населення та дефіциту ресурсів, але й що ці фактори, серед іншого, спричинені експлуатацією розвинутих країн та капіталістичних принципів, за якими вони діють.  Це означає, що «всеосяжне розуміння урбанізації третього світу не може зосереджуватися виключно на внутрішньонаціональних факторах, які штовхають село у місто... але має чітко включати вплив міжнародних капіталістичних сил».  Це стверджує, що негативні чинники міграцій з сільських територій є результатом маніпуляції розвинутих країн.  Майкл Кентор виявив, що залежність від іноземних інвестицій мала вплив на урбанізацію, а це означає, що темпи урбанізації зросли через кілька років після того, як іноземні компанії почали отримувати прибутки в країнах, що розвиваються.  Джеффрі Тімберлейк та Майкл Кентор у своєму аналізі 69 менш розвинених країн виявили, що існує значний зв’язок між залежністю, що вимірюється рівнем іноземних інвестицій, та надмірною урбанізацією.  Крім того, дослідження, проведене Брюсом Лондоном, показало, що фактори, пов’язані з залежністю, пов’язані не тільки зі швидкою урбанізацією, але й з негативними аспектами урбанізації, такими як міська нерівність. 

## Ефекти

### Економічний
Девіс і Голден розглядали надмірну урбанізацію не як негативне явище за своєю суттю, а як статистичний факт, який, ймовірно, виправиться, оскільки «урбанізація різко впаде або індустріалізація набуде нового імпульсу».  Розширюючи останнє, вони припускають, що надмірна урбанізація може стимулювати промислове зростання, модернізацію сільського господарства та соціальні зміни.  Навіть у разі надмірної урбанізації деякі позитивні ефекти урбанізації можуть бути присутніми щодо економічного зростання, наприклад, розвиток більш ефективної економіки завдяки масштабам, технологічному розвитку, різноманітності як продуктів, так і професій, а також " більше можливостей професійної та соціальної мобільності та більшої готовності до адаптації».   Наприклад, вони стверджують, що індустріалізація сприяє підвищенню ефективності сільського господарства завдяки технології, що є перевагою для продуктивності сільських фермерів, а також міських споживачів.  Однак Файербо стверджує, що велика ефективність часто є результатом все більш капіталомісткої системи, яка створює нерівність між великими та дрібними землевласниками, як, наприклад, у системі латифундій Латинської Америки.  Крім того, Тімберлейк і Кентор у своєму аналізі економічного зростання та надмірної урбанізації виявили, що країни, у яких спостерігалося підвищення рівня надмірної урбанізації, зазнали меншого економічного зростання.  Економічних можливостей не вистачає через «насичені міські ринки праці», які виключають велику частину як сільського, так і міського населення, урізані структури можливостей у сільській місцевості.   Крім того, високі витрати на інфраструктуру гальмують зростання. 

### Соціальний
У доповіді ЮНЕСКО наголошується на негативних наслідках надмірної урбанізації, де «низький рівень життя» описується як «недостатнє житло, майже повна відсутність масових санітарних приміщень, наявність бруду, убогості, неприємних запахів, хвороб і високої смертності, відсутність  доступу до навчальних закладів».  Декілька вчених погодилися, що надмірна урбанізація створює навантаження на добробут міських жителів через відсутність належних державних послуг.   
Девіс і Голден також стверджують, що велика щільність незадоволених збіднілих мас може змусити уряд вжити соціальні зміни, щоб уникнути  безпорядків та, навіть, революції.  Дайкман погоджувався, що надмірна урбанізація створює потенціал для революції, хоча він бачив це як дестабілізуючий фактор, оскільки погані умови можуть привести до соціального невдоволення та захоплення контролю з боку революційних лідерів.  Він вважав неформальні сквотерські поселення розсадником революційної діяльності. 

### Працевлаштування
У звіті ЮНЕСКО також зазначено, що надмірна урбанізація не дозволяє міським районам і країнам використовувати свої «потенційні людські та фізичні ресурси» через безробіття або неповну зайнятість.   Ідея про те, що фактори, що сприяють у сільській місцевості, є сильнішими, ніж фактори, що притягує місто, у випадках надмірної урбанізації, свідчить про те, що до міграції з села в місто призводить, не притягнення міських робочих місць, а різноманітний тиск на населення в сільській місцевості.   Мігранти часто залишаються безробітними, оскільки загальні темпи урбанізації зростають швидше, ніж індустріалізація та розширення міської бази робочих місць. 
Крім високого рівня безробіття, надмірна урбанізація характеризується неповною зайнятістю та частковою зайнятістю. Неповна зайнятість визначається як «неповне використання робочої сили» або коли наявні робочі сили не працюють на повну потужність, наприклад,  через сезонні зміни у виробництві. Високий стан безробіття, або наявність роботи, яка не може створити нормальний рівень добробуту населення призводить до жебрацтва.
Хоча всі ці явища викликані надмірними темпами міграції до міст, слід зазначити, що безробіття та неповна зайнятість також є проблемою в сільській місцевості. Часто безробіття в сільській місцевості штовхає мешканців до міста, де очікуються кращі економічні можливості.  

## Запропоновані рішення
У доповіді ЮНЕСКО, в якій обговорювалася надмірна урбанізація в Азії, були запропоновані початкові пропозиції, які стосувалися факторів, що штовхають селян до міста, а саме зменшення відсутності економічних можливостей і низької продуктивністі шляхом вдосконалення сільськогосподарських технологій та підтримки сільської промисловості. Крім того, скрутне становище в сільській місцевості можна було б зменшити, запровадивши індустріалізацію в сільські райони, щоб збільшити зайнятість і заробітну плату, а також підтримати розвиток інфраструктури, яка створює «більш бажане середовище для громади».  У звіті ЮНЕСКО також розглядається роль урядів у забезпеченні належного житла, а також регіональне планування, яке враховує соціальні проблеми.  Однак ці міркування, серед інших, що пропонують боротися з безробіттям, розкритикували як «обхід проблеми шляхом усунення «симптомів» надмірної урбанізації», а не першопричини. 
Пізніші автори також наголошували на покращенні сільських умов для боротьби з надмірною урбанізацією. Гуглер запропонував спрямовувати більше ресурсів у сільські райони та боротися з тенденцією нехтувати сільськими районами за допомогою того, що економіст Майкл Ліптон вважав «урбаністичним упередженням».  Наприклад, монетарна політика, яка створює штучно занижені ціни на сільськогосподарську продукцію, завдає шкоди фермерам, створюючи надлишок для уряду. Таким чином, перерозподіл ресурсів сільськогосподарським працівникам допоміг би змінити фактори переміщення селян до міста.  Соціологи Йорк Бредшоу та Марк Шафер досліджували взаємозв’язок між МНПО та надмірною урбанізацією і виявили, що державні витрати на розвиток були менш ефективними, ніж роль МГО. Хоча статистично було показано, що МНПО зменшують надмірну урбанізацію, однак наявність таких організацій не зменшує поток інвестицій іноземного капіталу, що вважається однією з основних причин надмірної урбанізації теоретиками залежності.  Вони та Джон М. Шандра погоджуються, що МНПО можуть відігравати важливу роль у зменшенні надмірної урбанізації, підтримуючи сільські громади, сприяючи економічному та інфраструктурному розвитку, а також ролі громадянського суспільства.  

## Тематичні дослідження

### Єгипет
Девіс і Голден запропонували приклад Єгипту як країни, яка значно відхилилася від нормального співвідношення між урбанізацією та економічним розвитком. Вони стверджують, що зростання населення в сільській місцевості спричинило перевантаження, бідність і безробіття. Вони зазначають, що лише 10 відсотків економічно активних чоловіків у сільській місцевості зайняті не сільськогосподарською роботою, у порівнянні з 50 відсотками у Франції, що свідчить про те, що в сільській місцевості Єгипту немає інших економічних можливостей окрім сільського господарства.  Єгипет наприкінці 1940-х років мав  рівень урбанізації  подібний  Швеції, Швейцарії та Франції, але значно нижчий рівень індустріалізації. Виходячи з дослідження Девіса та Голдена між урбанізацією та індустріалізацією, в Єгипті рівень урбанізації вищий, ніж очікувалося.  Дайкман наводить приклад наслідків урбанізації в Каїрі, коли пояснює, що міські жителі насправді мають нижчий рівень грамотності, ніж мешканці навколишніх сіл через відсутність соціального розвитку. 

### Південна Корея
І звіт ЮНЕСКО, і Девіс і Голден визначають Південну Корею як приклад надмірно урбанізованої країни. Девіс і Голден обговорили, як після виселення японців після Другої світової війни урбанізація тривала, але економічне зростання загальмувало.  Зростання населення та урбанізація були спричинені міграцією з перенаселених сільських районів, хоча більшість доступних робочих місць все ще була в сільськогосподарському секторі.  17,2% населення Кореї, які були міськими жителями в 1949 році, були в основному сільськими мігрантами. 

## Дивись також
- Розвинена країна
- Країна, що розвивається
- Міграція
- Індустріалізація
- Міська агломерація
- Урбанізація
- Нетряне містечко